# Alexandre Dumas
Alexandre Dumas - Dumas Davy de la Pailleterie, cunoscut și ca (Alexandre Dumas père) Alexandre Dumas tatăl, (n. 24 iulie 1802, Villers-Cotterêts, Aisne, Franța – d. 5 decembrie 1870, Puys⁠(d), Neuville⁠(d), Haute-Normandie, Franța) a fost un autor de romane istorice de aventuri, prin care a devenit cel mai popular scriitor francez din lume.

## Biografia
Bunicul său, marchizul Antoine-Alexandre Davy de la Pailleterie, a servit guvernul Franței ca General commissaire de Artilerie în colonia Saint-Domingue (astăzi Haiti), unde s-a căsătorit cu Marie-Césette Dumas, o sclavă de culoare.
În 1762, aceasta l-a născut pe tatăl lui Alexandre Dumas, Thomas-Alexandre, și a decedat la scurt timp după naștere.
La întoarcerea marchizului și a fiului său în Normandia, sclavia încă exista, iar băiatul a avut de suferit datorită faptului că era pe jumătate negru.
În 1786, Thomas-Alexandre s-a înrolat în armata franceză, folosind numele de familie al mamei sale ca să protejeze reputația aristocratică a familiei. În urma revoluției franceze, marchizul și-a pierdut proprietățile, dar Thomas-Alexandre Dumas a avut o carieră distinsă în armata revoluționară, ajungând la gradul de general înaintea împlinirii vârstei de 31 ani.
Thomas-Alexandre s-a căsătorit cu Marie-Louise Elisabeth Labouret, iar în iulie 1802, în Villers-Cotterêts, Aisne, lângă Paris, s-a născut fiul lor, Alexandre Dumas.
Tatăl său, Thomas Alexandre Davy de La Pailleterie, general al Revoluției franceze a murit în 1806, când fiul său avea trei ani și jumătate.
Alexandre Dumas a fost crescut de mama sa și a primit o educație mai degrabă mediocră, însă acest fapt nu i-a afectat afinitatea pentru cărți, pe care le citea ori de câte ori avea ocazia.
Povestirile mamei sale despre faptele de vitejie ale tatălui său din anii de glorie a lui Napoleon i-au stârnit imaginația pentru aventuri și eroi.
Deși săracă, familia tânărului de douăzeci și doi de ani Alexandre Dumas, a păstrat atât reputația distinsă a tatălui său cât și legăturile aristocratice, aceasta fiindu-i de folos după restaurarea monarhiei.

## Cariera literară
În 1823, se mută la Paris, unde, datorită caligrafiei sale, intră în slujba Ducelui d’Orléans.
După studii neglijate, a lucrat ca funcționar în biroul unui notar și a debutat redactând piese de teatru împreună cu prietenul său, vicontele Adolphe Ribbing de Leuven. Aceste prime încercări literare au fost eșecuri.
Continuă să scrie teatru și cunoaște, în fine, succesul în 1829, grație reprezentației cu Henric al III-lea și curtea sa, la Comedia Franceză. Succesul continuă pe toată durata carierei sale literare, în genurile sale predilecte: dramatic și romanul istoric.
A fost un autor prolific (cu ajutorul cunoscut al unor „negri”, mai ales Auguste Maquet care a participat la cele mai multe opere ale lui Dumas), semnând mari opere, cum ar fi Cei trei mușchetari sau Contele de Monte-Cristo în 1844.
În 2002, cu ocazia bicentenarului nașterii sale, rămășițele sale au fost transferate în Panteonul din Paris, nerespectându-se ultima sa dorință de „a reintra în noaptea viitorului în același loc în care am în viața trecutului”, „în acest fermecător cimitir (din Villers-Cotterêts) care are mai degrabă aerul unui țarc de flori, unde să lași copiii să se joace, decât al unui câmp funebru unde să calci cadavre” (1870).
Fiul său, numit tot Alexandre Dumas, a fost și el scriitor, autor al cunoscutului roman Dama cu camelii.

## Opere alese
- Turnul din Nesles, 1832
- Kean, 1836
- Domnișoara de Belle-Isle, 1839
- Cavalerul d'Harmental, 1842
- Cei trei muschetari, 1844
- După douăzeci de ani, 1845
- Masca de fier,
- Regina Margot, 1845
- Contele de Monte-Cristo, 1845
- Doamna de Monsoreau, 1846
- Joseph Balsamo, 1846, inspirat din viața lui Giuseppe Balsamo
- Vicontele de Bragelonne, 1848
- Colierul reginei, inspirat din afacerea colierului reginei 1849
- Laleaua neagră, 1850
- O mie și una de fantome, culegere de povestiri fantastice, conținând:
  - O zi la Fontenay-aux-Roses: cele o mie și una de fantome
  - Femeia cu colierul de catifea, 1850, poveste a peregrinărilor unei tinere nemțoaice prin Parisul Terorii
  - Căsătoriile părintelui Olifus
  - Testamentul domnului de Chauvelin
  - O cină la Rossini, sau cei doi studenți din Bolonia
  - Gentilomii din Sierra-Morena și Minunata poveste a lui Don Bernardo din Zuniga
  - Iepurele bunicului meu, povestire sub formă de explicație
- Georges
- Povestea unui spărgător de nuci (Histoire d'un casse-noisette), 1844
- Ocnașul de la Operă
- Cei patruzeci și cinci
- Robin Hood
- Fiica regentului
- Cavalerul de Mauleon
- Conjurații
- Ascanio
- Signora San Felice
- Cele doua Diane
- Gemenele
- Aventurile Capitanului Georges
- Amaury
- Venus în intimitate
- Albii și Albaștrii
- Tovarășii lui Jéhu (tradus în română sub titlul „Conjurații”)
- Cavalerul de Sainte-Hermine. Acest ultim roman, publicat inițial sub formă de foileton în 1869, a fost dezgropat din fondurile Bibliotecii naționale a Franței și a fost publicat pentru prima dată în 2005
- Călăul din Paris
- Căpitanul Richard
- Stăpânul muntelui
- Pajul ducelui de Savoia
- Doctorul Misterios
- Fiica marchizului
- Orgiile de la curtea lui Ludovic XV
- Ludovic al XV-lea si curtea sa